# Nieuw-West (Groningen)
Nieuwwest is een wijk in Groningen. De wijk  werd als zodanig gevormd bij de nieuwe wijk- en buurtindeling van Groningen in 2014. De wijk heeft een vrij grillige vorm. Aan de oostzijde wordt de grens gevormd door de spoorlijn naar Delfzijl en het Reitdiep. Aan de noordkant valt de grens samen met de gemeentegrens met de gemeente Westerkwartier. Iets naar het zuiden vormt de Friesestraatweg de grens met de wijk Hoogkerk e.o.. In het zuiden wordt de wijk begrensd door het Hoendiep.
De wijk bestaat uit acht buurten: Dorkwerd, Reitdiep, Vinkhuizen-Noord, De Held, Friesestraatweg, Vinkhuizen-Zuid, Westpark en Hoendiep. 

## Fotogalerij

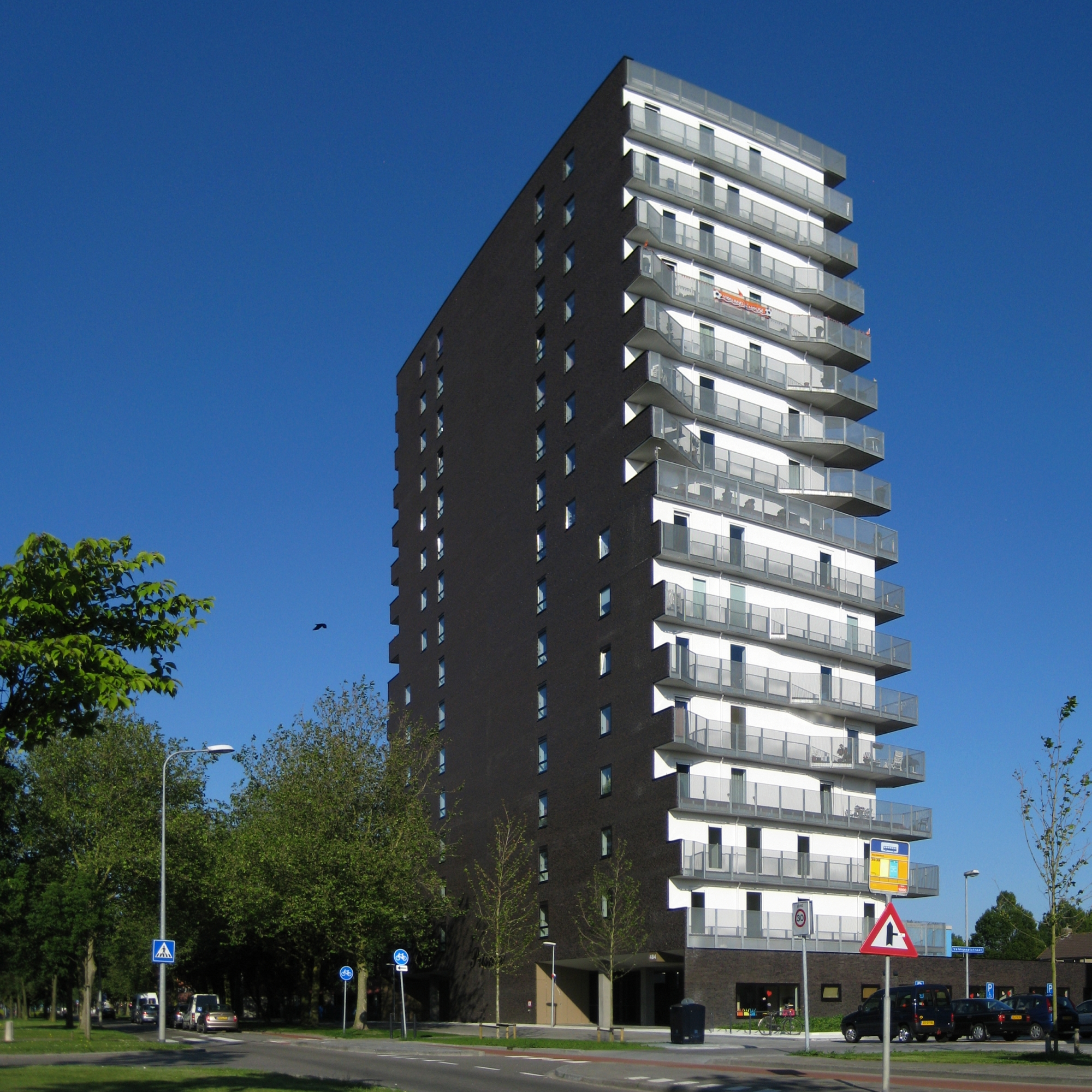
Prisma aan de Siersteenlaan
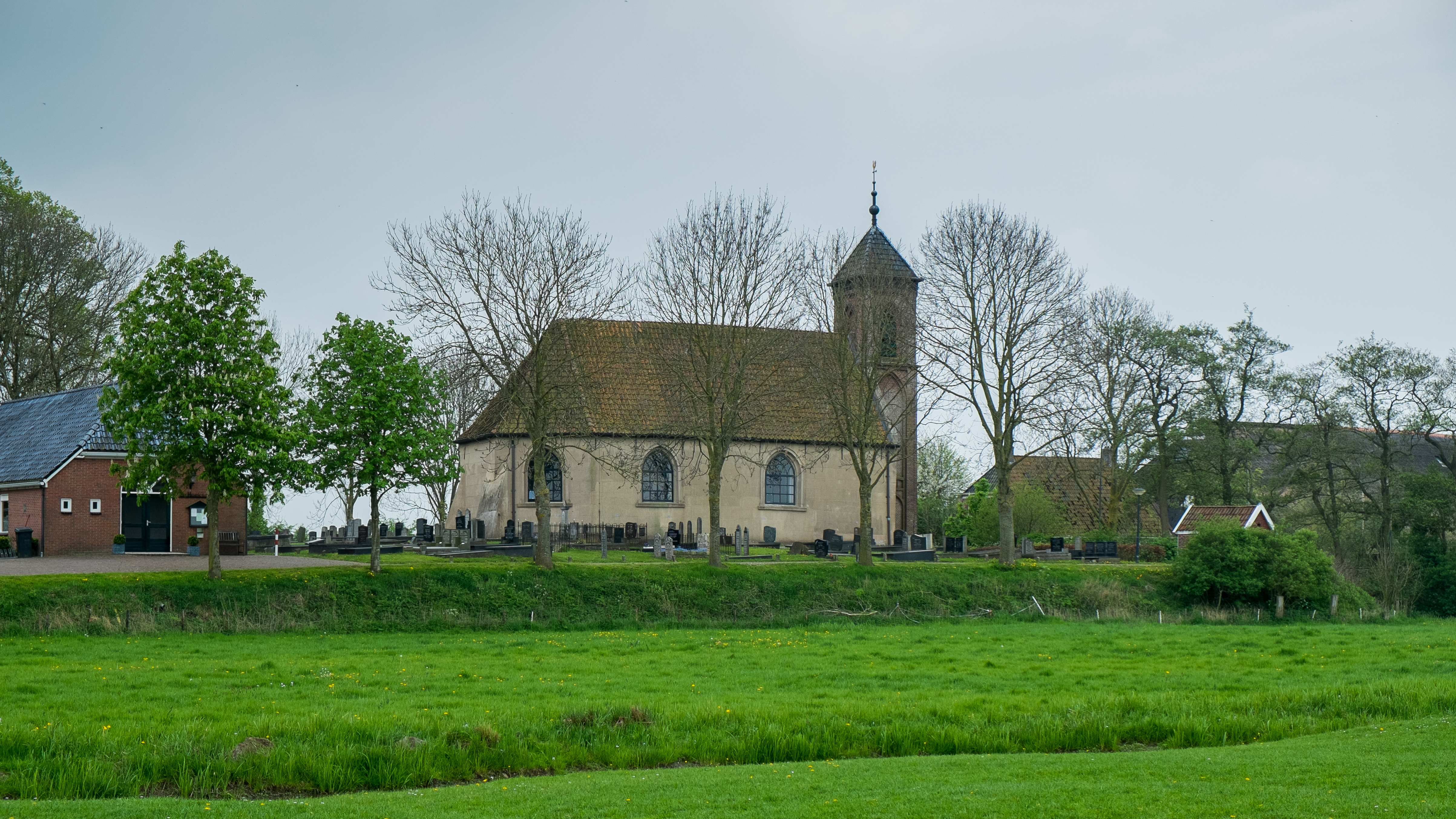
Dorkwerd
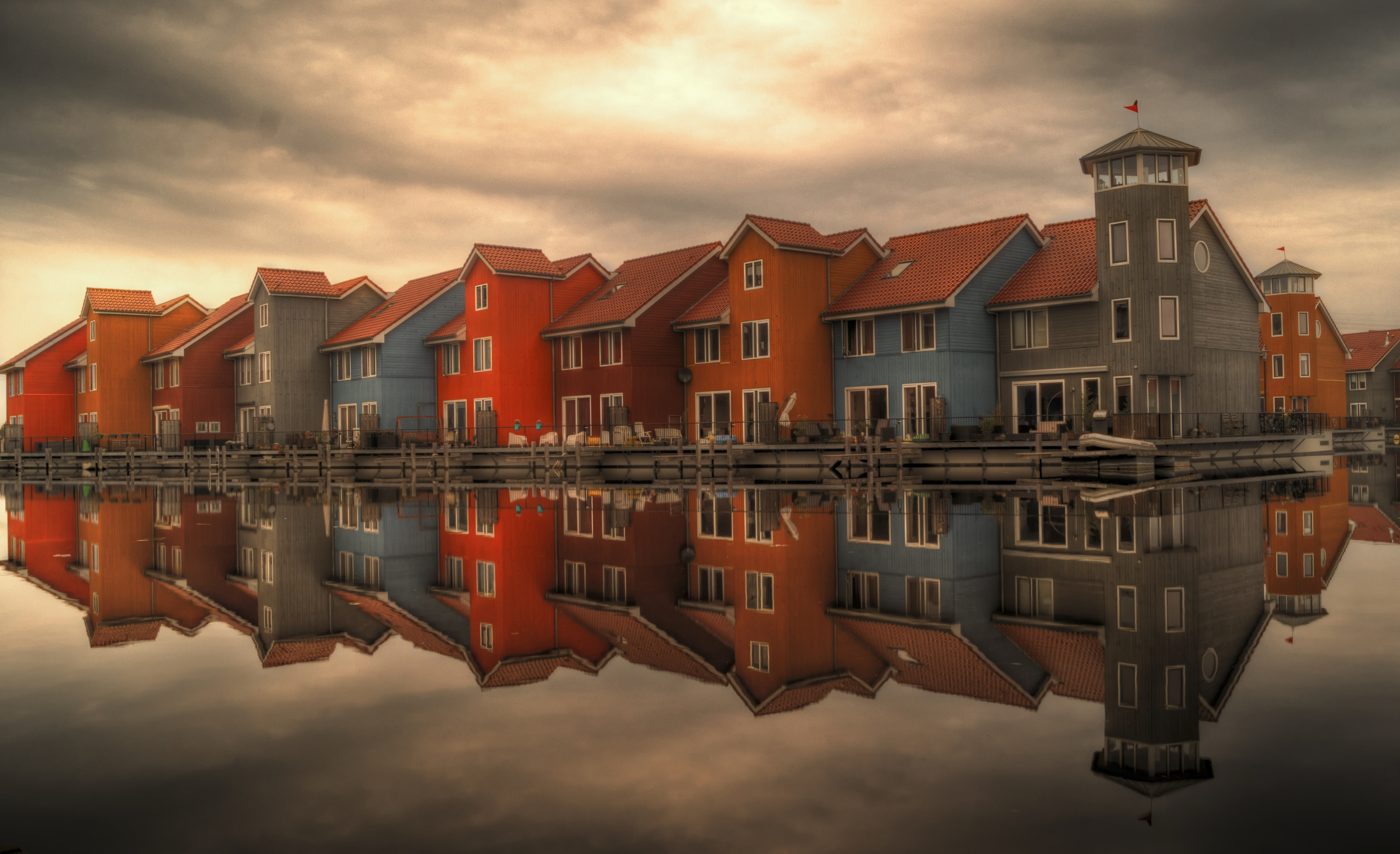
Reitdiephaven
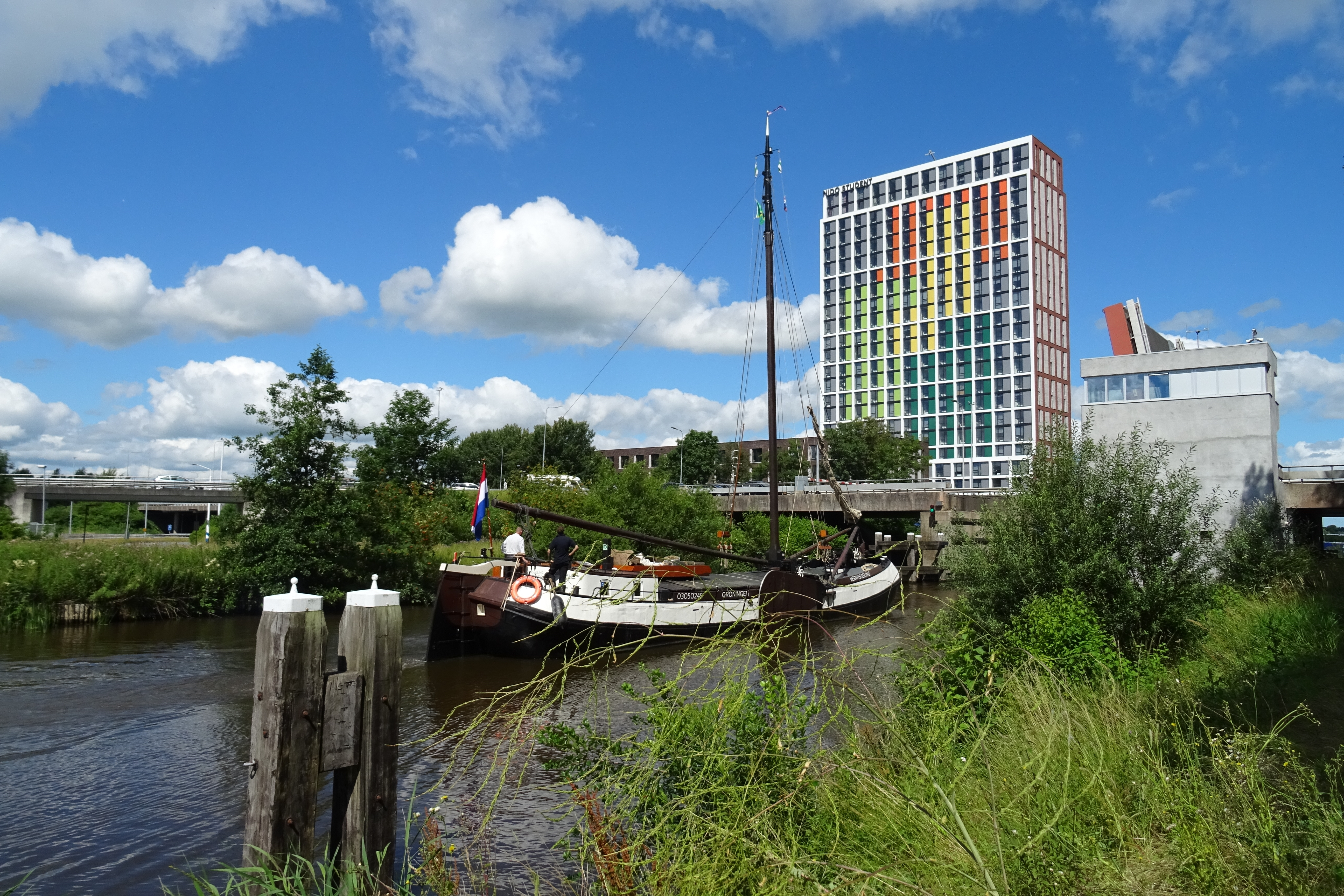
Hoogbouw langs de Friesestraatweg